# バルジュナ湖
バルジュナ湖とは、モンゴル高原の地名の一つ。1203年、カラ・カルジトの戦いでオン・カン率いるケレイト部に敗れたチンギス・カンが逃れ、臣下とともに濁水を啜って再起を誓った場所として知られる。

## 「バルジュナ湖(河)」について
「バルジュナ湖」とは『元朝秘史』における表現で、『元史』では「バルジュナ河(班朱尼/班朮尼/班真/班朮/辨屯河)」、或いは「バルジュン海子(班真海子)」と表記される。また、水が濁った様子を意訳した「黒河水」という表記も見られる。ペルシア語史料の『集史』では「バルジュナ」は水の涸れた、いくつかの泉のある場所で、[チンギス・カンらにとっては]余りにも足らぬ量であった」と説明している。「バルジュナ」とは当時のモンゴルでよくみられる地名で、例えば十三翼の戦いの戦場は「ダラン・バルジュト(Dalan Balǰud)」と呼ばれていた。
バルジュナの位置については諸説あり、大きく分けてモンゴル高原北方のオノン河〜バイカル湖の一帯とする説と、高原東方のフルン湖一帯とする説の2説が存在する。後者の説について、モンゴルのペルレー教授は「東経119度、北緯48度にハルハ河に注ぐモゴイト河に入る『バルチ泉(Balǰi Balaγ)』が今も存在する」と紹介しており、現在ではフルン湖西南に位置するとする説が主流である。

## 「バルジュナ湖の誓い」
12世紀末、モンゴル部キヤト氏の長チンギス・カンは西方の隣国ケレイト部と同盟を結ぶことで勢力を拡大し、13世紀初頭にはモンゴル-ケレイト同盟はタタル部・メルキト部といった有力部族を滅ぼしてモンゴル高原の過半を制圧しつつあった。しかし、同盟勢力の拡大につれモンゴル-ケレイト間の主導権争いも激しくなってゆき、ついに1203年には両軍は激突することとなった(カラ・カルジトの戦い)。この戦いに敗れたチンギス・カンは多くの臣下と離ればなれになりながらもケレイト軍の追撃を逃れ、オン・カンらの不義を責める問責状を送り、やがて「バルジュナ」の地に至った。
この時、チンギス・カンと行動をともにしていた臣下の数は少なく、1説には僅か19名しかいなかったとされる。チンギス・カンが辿り着いた時、バルジュナの水は涸れかかっており、僅かに残っていた水も濁りきっていた。そこでチンギス・カンの弟ジョチ・カサルは野馬を射てその革を矧ぎ、革を釜がわりにしてバルジュナの泥水を煮て飲んだ。バルジュナの水を飲む時、チンギス・カンは天に誓って「我をして大業なさしむるならば、我は諸人と苦楽をともにしよう。もしこの言に違うならば、バルジュナの河水の如くなろう」と述べたため、その場にいた将士で感涙しない者はいなかったという。これを後世「バルジュナの誓い」と呼び、この時チンギス・カンとともに濁水を飲んだ者達は「バルジュナト(漢文史料ではこれを『飲渾水』と意訳する)」と賞賛された。また、この時チンギス・カンは「我とともにバルジュナの水を飲む者は、後世に至るまで重用しよう」と語ったとされ、実際に「バルジュナト」の一族はモンゴル帝国-大元ウルスにおいて代々尊重された。これから凡そ70年後、シリギの乱やナヤン・カダアンの乱といった内戦で活躍したキプチャク部のトトガクに対し、クビライはかつてのバルジュナトにも劣らぬ功績である、と賞賛している。
この後、オングト部からやってきたムスリム商人アサン・サルタクタイと出会ったチンギス・カンはアサンを通じて物資、情報を手に入れ、バルジュナにてケレイト部への反撃を準備し始めた。チンギス・カンは弟ジョチ・カサルの家族がケレイト軍の捕虜となっていることを利用し、ジョチ・カサルに「家族を人質に取られたため、チンギス・カンを裏切ってオン・カンに降伏する」という演技をさせることでオン・カンと連絡を取らせ、ケレイト軍の位置を掴むことに成功した。ケレイト軍の位置を掴んだチンギス・カンは今度は逆にケレイト軍を奇襲し、ケレイト軍に壊滅的な打撃を与えることに成功した。オン・カンは逃れることができたものの部下に裏切りによって殺され、チンギス・カンは遂にケレイト部を完全に征服することに成功した。

## 「バルジュナ湖の誓い」を巡る研究
モンゴル史上に有名な「バルジュナ湖の誓い」であるが、なぜか『元朝秘史』には非常に簡潔な記述しか存在せず、「チンギス・カンが臣下とともに濁水を飲み、再起を誓い合った」ことすら記述されていない。そのため、「バルジュナ湖の誓い」が史実かどうか疑う研究者も存在する。
しかし 、「バルジュナ湖の誓い」は『元史』や『集史』など、多くの史料に言及があり、特に『元史』には前述したようにクビライが「バルジュナ湖の誓い」の故事を引いて臣下を賞賛した逸話も記録されている。また、『元朝秘史』は「バルジュナ湖の誓い」のみならずその後のケレイト部への反撃、ケレイト部の征服についても簡潔な記述しか残しておらず、そもそも『元朝秘史』のこの箇所には大きな欠落が存在するのではないかと村上正二は推測している。
ただし、『元朝秘史』以外の「バルジュナ湖の誓い」にまつわる史料にも問題があることが指摘されている。例えば、『元史』巻120ジャバル・ホージャ伝には西域出身のムスリム、ジャバル・ホージャがバルジュナトの一員であったと記されているが、モンゴル高原統一以前のモンゴル部に中央アジア出身者が所属していたというのは疑問視されている。この他にも「ジャバル・ホージャ伝」にはいくつか問題があり、「バルジュナ湖でチンギス・カンと行動をともにしていたのは19名であった」という記述も実際の人数を表しているのか疑問視されている。また、『元史』巻121スブタイ伝なども時系列の入り乱れがあることが指摘されている。

## 「バルジュナト」一覧
1. ジャバル・ホージャ[2]
2. ジュルチェデイ[13]
3. チンカイ[3]
4. スブタイ[4][5]
5. フスン[7]
6. アジュル[8][15]
7. サウグル[6]
8. カイドゥ[9]
9. タガイ・バアトル[14]
10. シルゲイ[10]
11. ブトゥ・キュレゲン
12. 耶律阿海[12]
13. 耶律禿花[11]

※史料上で「バルジュナの誓い」に立ち会ったことが確認されるのは、上記13名にチンギス・カンとその弟ジョチ・カサルを加えた15名のみである。